# Silvio José Báez Ortega
Silvio José Báez Ortega (Masaya, 28 aprile 1958) è un vescovo cattolico nicaraguense, dal 9 aprile 2009 vescovo ausiliare di Managua e titolare di Zica.

## Biografia
Silvio José Báez Ortega è nato a Masaya il 28 aprile 1958.

### Formazione e ministero sacerdotale
Ha frequentato il liceo salesiano di Masaya e ha iniziato a studiare ingegneria presso l'Università Centroamericana di Managua.
Nel 1979 ha abbandonato gli studi ed è entrato nell'Ordine dei carmelitani scalzi in Costa Rica. Ha studiato filosofia e teologia presso l'Istituto teologico dell'America Centrale a San José, in Costa Rica.
Il 15 gennaio 1984 è stato ordinato presbitero a San Ramón. In seguito è stato formatore nella casa dei carmelitani scalzi in Guatemala, vicario parrocchiale e professore di Sacra Scrittura e teologia biblica presso l'Istituto teologico dell'America centrale a San José nel 1984. Lo stesso anno è stato inviato a Roma per studi. Nel 1988 ha conseguito la licenza in Sacra Scrittura presso il Pontificio Istituto Biblico. Lo stesso anno ha studiato geografia biblica e archeologia presso l'École biblique et archéologique française di Gerusalemme. Tornato in patria è stato docente degli studenti di teologia e filosofia a Città del Guatemala dal 1988 al 1994; primo consigliere dell'allora delegazione generale dell'America centrale dell'Ordine dei carmelitani scalzi nel 1993; professore di Sacra Scrittura a Città del Guatemala presso l'Università Francisco Marroquín dal 1989 al 1994; l'Università Rafael Landívar dal 1989 al 1991 e il seminario maggiore dell'Assunzione dal 1991 al 1992 e docente di Antico Testamento nei corsi speciali di rinnovamento dei carmelitani scalzi presso il convento Stella Maris a Haifa, considerato la Casa Madre e il centro di spiritualità per tutto l'Ordine, dal 1988 al 1994.
Nel 1994 ha iniziato a insegnare Sacra Scrittura presso la Pontificia Facoltà Teologica e il Pontificio Istituto di Spiritualità della Pontificia facoltà teologica Teresianum. Nel 1999 ha difeso la sua tesi di dottorato in teologia biblica presso la Pontificia Università Gregoriana a Roma con una tesi sul tema del silenzio nei libri ebraici della Bibbia, ottenendo il massimo dei voti e la lode. La sua tesi di dottorato è stata pubblicata con il titolo Tiempo de callar y tiempo de hablar: el silencio en la Biblia Hebrea. Dal 2007 la sua tesi di dottorato è designata dall'Università Gregoriana come libro di testo per l'ultimo anno del corso di laurea in teologia biblica, come modello per la ricerca esegetico-teologica su un concetto biblico.
In seguito è stato vice preside della Pontificia Facoltà Teologica e del Pontificio Istituto di Spiritualità dal 2006 al 2009 e professore ordinario di Sacra Scrittura e di teologia e spiritualità biblica. In questa stessa Facoltà è stato per diversi anni direttore della rivista Teresianum. Nel 2002 ha tenuto il corso di spiritualità biblica presso la Pontificia università urbaniana di Roma.
È stato professore invitato di spiritualità biblica presso la Pontificia Università di Salamanca e il Centro Internazionale Teresiano-Sanjuanista di Avila. Ha tenuto corsi di teologia e spiritualità biblica e laboratori biblici a livello popolare in America centrale, Messico, Perù, Argentina, Stati Uniti d'America, Spagna e Italia. Ha tenuto conferenze su Santa Teresa di Gesù e temi teresiani.
È stato coordinatore della traduzione dell'Antico Testamento nella nuova versione della Bibbia per l'America Latina pubblicata dalle Edizioni Paoline e ha tradotto il Libro dei Proverbi per la nuova traduzione della Bibbia redatta dal Consiglio episcopale latinoamericano.

### Ministero episcopale
Il 9 aprile 2009 papa Benedetto XVI lo ha nominato vescovo ausiliare di Managua e titolare di Zica. Ha ricevuto l'ordinazione episcopale il 30 maggio successivo nella cattedrale dell'Immacolata Concezione a Managua dall'arcivescovo metropolita di Managua Leopoldo José Brenes Solórzano, co-consacranti l'arcivescovo Henryk Józef Nowacki, nunzio apostolico in Nicaragua, e il vescovo emerito di León en Nicaragua César Bosco Vivas Robelo.
Ha prestato servizio come vicario generale dell'arcidiocesi.
Nel settembre del 2017 ha compiuto la visita ad limina.
È stato segretario generale della Conferenza episcopale del Nicaragua dal novembre del 2011 al 18 novembre 2014 e dal 15 novembre 2017 alla sua partenza dal paese. In seno alla stessa è stato presidente della commissione sulla vita consacrata e di quella per il seminario interdiocesano.
Báez e altri leader cattolici in Nicaragua si sono posti come intermediari tra i manifestanti e l'amministrazione del presidente Daniel Ortega da quando è iniziata un'ondata di proteste anti-governative nell'aprile del 2018. Il 9 luglio 2018, insieme al cardinale Leopoldo José Brenes Solórzano e al nunzio apostolico Waldemar Stanisław Sommertag, è rimasto ferito durante un attacco delle forze paramilitari filo-governative mentre tentavano di proteggere la basilica di San Sebastiano a Diriamba e i manifestanti anti-governativi che si erano rifugiati all'interno. La delegazione di chierici si era recata a Diriamba in seguito all'uccisione di 17 persone nella zona avvenute tra il 7 e l'8 luglio. Báez fu esplicito nelle sue critiche alla repressione violenta da parte del governo Ortega. Nell'ottobre del 2018, Ortega e i suoi sostenitori hanno accusato Báez di aver pianificato un colpo di Stato. I dipendenti del Governo hanno riferito di essere stati costretti a firmare una lettera in cui ribadivano le accuse e chiedevano a papa Francesco di richiamare il presule. Tuttavia, un'indagine del quotidiano spagnolo El Español ha scoperto che l'audiocassetta prodotta come prova contro Báez era stata falsificata.
Il 4 aprile 2019 Báez è stato ricevuto dal pontefice. Il 10 dello stesso mese Báez ha annunciato che papa Francesco gli aveva chiesto di trasferirsi a Roma a tempo indeterminato. Il vescovo ha anche confermato che Laura Farnsworth Dogu, l'ambasciatrice degli Stati Uniti in Nicaragua, nel 2018 gli ha comunicato che era l'obiettivo di un complotto omicida. In seguito si è trasferito a Miami.
È considerato una persona di facile accesso, coerente con i suoi pensieri e le sue convinzioni e un leader della Chiesa cattolica nel suo paese.

## Opere
- Tiempo de callar y tiempo de hablar: el silencio en la Biblia Hebrea. Dissertatio ad Doctoratum in Facultate Theologiae Pontificiae Universitatis Gregorianae, Roma, Teresianum, 2000,  p. 255.
- La Trinità nel Nuovo Testamento, in In comunione con la Trinità, Città del Vaticano, Libreria editrice vaticana, 2000,  pp. 61-94, ISBN 9788820970857.
- Il Dio d'Israele: presenza, cammino e promessa, in Io sono con voi tutti i giorni, Roma, OCD, 2000.
- Il segreto del re e le opere di Dio. Commentario spirituale a Tobia, Torino, Edizioni Camilliane, 2004, ISBN 9788882571108.
- La spiritualità della speranza, Roma, Edizioni Teresianum, 2006,  p. 226, ISBN 9788872292945.
- Quando tutto tace: il silenzio nella Bibbia, Assisi, Cittadella, 2007,  p. 232, ISBN 9788830808799.
- Abbiamo conosciuto l'amore, Roma, OCD, 2009,  p. 223, ISBN 9788872294390.
- con María de los Milagros, ¡Cual un boton de rosa!: reflexiones bíblicas sobre los cantos a La Purísima, Hispamer, 2014,  pp. 138 + un disco, ISBN 9789996432088.
- Les anuncio una Buena Noticia, Lima, Ed. Paulinas.

## Genealogia episcopale
La genealogia episcopale è:
- Cardinale Scipione Rebiba
- Cardinale Giulio Antonio Santori
- Cardinale Girolamo Bernerio, O.P.
- Arcivescovo Galeazzo Sanvitale
- Cardinale Ludovico Ludovisi
- Cardinale Luigi Caetani
- Cardinale Ulderico Carpegna
- Cardinale Paluzzo Paluzzi Altieri degli Albertoni
- Papa Benedetto XIII
- Papa Benedetto XIV
- Papa Clemente XIII
- Cardinale Marcantonio Colonna
- Cardinale Giacinto Sigismondo Gerdil, B.
- Cardinale Giulio Maria della Somaglia
- Cardinale Carlo Odescalchi, S.I.
- Vescovo Eugène-Charles-Joseph de Mazenod, O.M.I.
- Cardinale Joseph Hippolyte Guibert, O.M.I.
- Cardinale François-Marie-Benjamin Richard de la Vergne
- Cardinale Pietro Gasparri
- Cardinale Benedetto Aloisi Masella
- Arcivescovo Antonio Taffi
- Vescovo Marco Antonio García y Suárez
- Cardinale Miguel Obando Bravo, S.D.B.
- Cardinale Leopoldo José Brenes Solórzano
- Vescovo Silvio José Báez Ortega, O.C.D.